# Трите пъти
Трѝте пъ̀ти е тракийско хоро в размер 2/4.
Хорото се играе от мъже и жени или само от мъже, заловени за длани, като ръцете се люлеят напред и назад. Най-популярно е за Източна Тракия. Познати са различни варианти на хорото.